# Tostada Melba

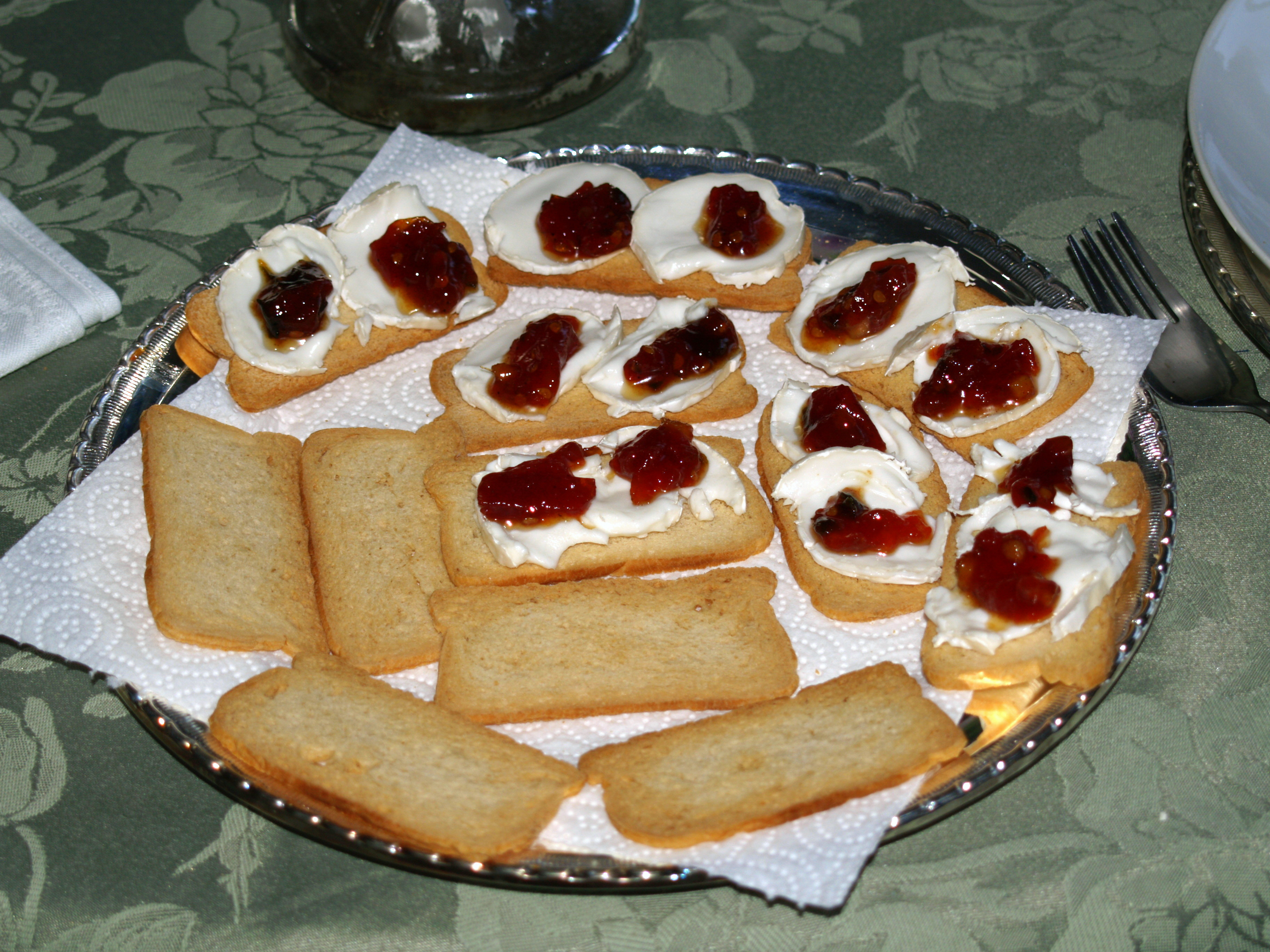
Tostadas Melba con queso de cabra y mermelada de tomate.

La tostada Melba es una tostada muy seca, crujiente y muy fina que se sirve a menudo con sopas y ensaladas o cubierta con queso fundido o paté. Su nombre procede de Nellie Melba, nombre artístico de la cantante de ópera australiana Helen Porter Mitchell. Se cree que el nombre data de 1897, cuando la cantante estuvo muy enferma y tomó estas tostadas como alimento básico de su dieta. Las tostadas fueron creadas para ella por el cocinero y fan Auguste Escoffier, quien también creó en su honor el postre Melocotón Melba. El hostelero César Ritz lo bautizó supuestamente en una conversación con Escoffier.
La tostada Melba suele hacerse tostando pan ligeramente, de la forma habitual en la que se hacen las tostadas. Cuando el exterior está ligeramente firme, se retira del tostador y se corta lateralmente cada rebanada con un cuchillo de pan para obtener dos rodajas. Dichas tostadas se vuelven a tostar, repitiendo el proceso hasta obtener las tostadas Melba. La tostada Melba también se encuentra disponible comercialmente, y en cierta época solía darse a los bebés durante la dentición como alimento duro que roer.